# Rosso (Sénégal)
Pour les articles homonymes, voir Rosso.
Rosso est une ville du nord du Sénégal, à la frontière avec la Mauritanie.

## Histoire
Le village de Rosso a été créé en 1854. Le passage d'Ahmadou Bamba y est signalé en 1903. Deux indondations importantes ont touché le village en 1950 et 1964. Elles ont conduit à la construction de la digue de protection en 1966.
Rosso a été érigée en chef-lieu de communauté rurale en 1982, puis en commune en 2002. La même année deux nouvelles écoles primaires ainsi qu'un collège y ont été construits.

## Administration
Rosso est une commune du département de Dagana dans la région de Saint-Louis. Elle a accédé à ce statut en 2002.

## Géographie

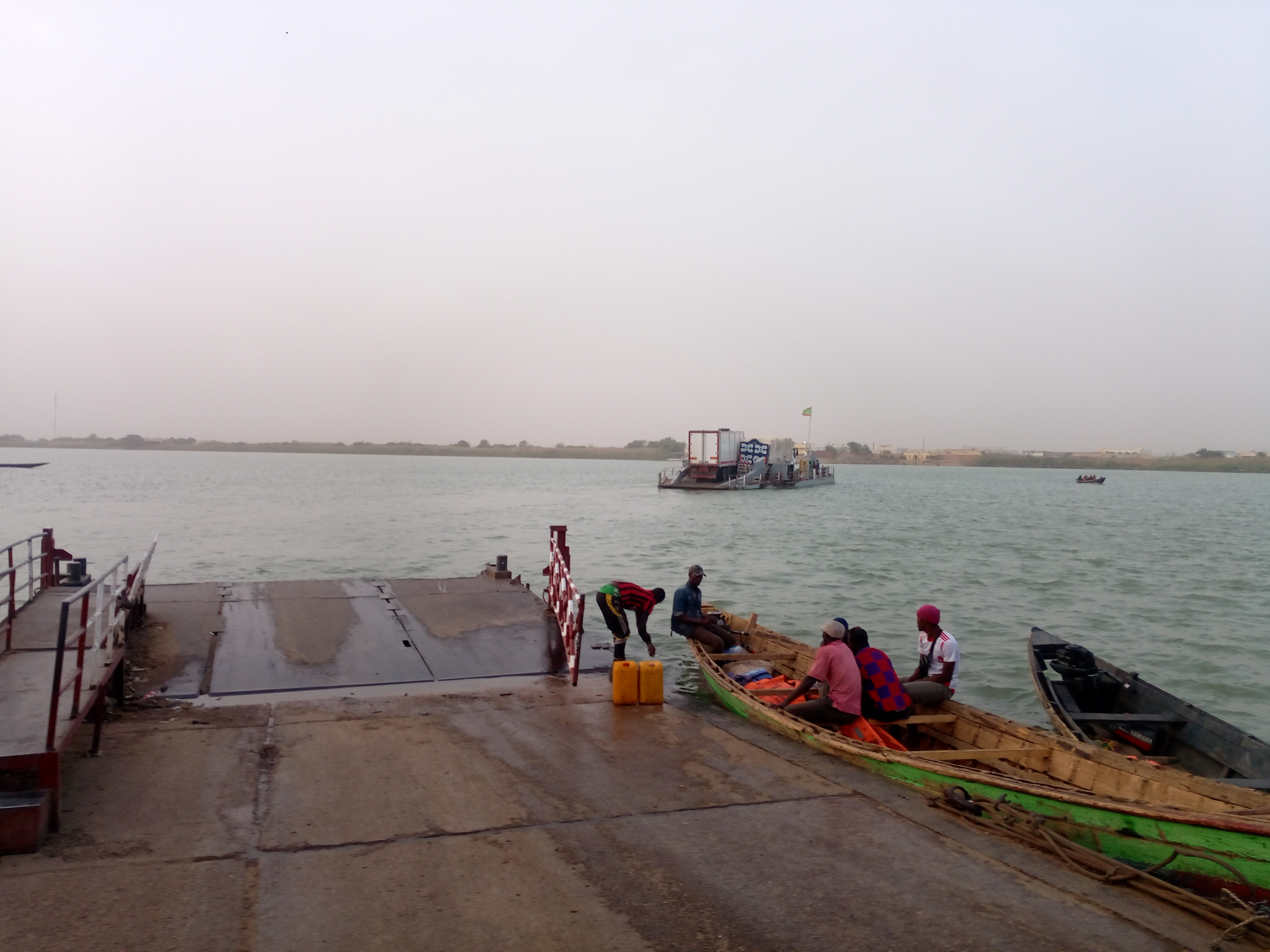
Bac de Rosso.

Rosso-Sénégal est séparée de sa jumelle Rosso-Mauritanie par le fleuve Sénégal que l'on traverse à l'aide d'un bac. Cette position stratégique en fait la deuxième porte d'entrée au Sénégal après l'Aéroport international de Dakar-Léopold Sédar Senghor.
Dakar, la capitale, se trouve à 365 km.

### Physique géologique
Dans ce milieu de type sahélien, les températures peuvent aller jusqu'à 42 °C.
Le sol est type limino-argileux, ce qui favorise toutes sortes de cultures végétales, mais occasionne des inondations à chaque hivernage.

### Population
Lors du recensement de 2002, la population était de 9 328 habitants.
En 2007, selon les estimations officielles, Rosso compterait 10 717 personnes.
La population est composée à 98 % de musulmans et à 2 % de chrétiens.

### Activités économiques
Les ressources locales proviennent principalement de l'agriculture (riz et productions maraîchères), de la pêche, de l'artisanat et surtout du commerce, grâce à la proximité de la Mauritanie.

## Jumelages
La commune de Rosso est jumelée avec la commune de Saint-Laurent-Blangy (Pas-de-Calais) depuis le 29 novembre 2004.